# Особые приметы: красавчик
«Особые приметы: красавчик» (итал. Segni particolari: Bellissimo) — художественный фильм 1983 года, главную роль в котором исполнил известный итальянский актёр и певец Адриано Челентано.

## Сюжет
Писатель Матиа — неотразимый красавец, которого любят все женщины. Он платит своей соседке, прекрасной и юной Микеле, чтобы та, под видом его дочери, прогоняла всех, кто хочет затащить его под венец. Однако позже Микеле удаётся завоевать сердце гордого красавца и даже выйти за него замуж.

## В ролях
- Адриано Челентано — Матиа
- Федерика Моро — Микела
- Джанни Бонагура — профессор литературы
- Симона Мариани — Лидия
- Анна Канакис — Розалия
- Тиберио Мурджа — Саруццо
- Тэффи — Жозефина
- Джакомо Росселли — Клаудио
- Микела Альбанезе — Мирелла
- Сильвио Спачези — священник

## Съёмочная группа
- Режиссёры: Кастеллано и Пиполо
- Оператор — Данило Дезидери
- Сценаристы: Кастеллано и Пиполо
- Композитор — Джино Сантерколе
- Продюсер — Джованни Ди Клементе

## Перевод
Во времена СССР фильм был широко распространён на пиратских видеокассетах с одноголосым переводом Андрея Мудрова.